# كرايغ بيرد
كرايغ بيرد (بالإنجليزية: Craig Baird)‏ هو سائق سيارة سباق نيوزيلندي، ولد في 22 يوليو 1970 في هاميلتون في نيوزيلندا.

## وصلات خارجية
- كرايغ بيرد على موقع Racing-Reference.info (الإنجليزية)
- كرايغ بيرد على موقع DriverDB.com (الإنجليزية)